# Genesee (Wisconsin)
Genesee – miasto w Stanach Zjednoczonych, w stanie Wisconsin, w hrabstwie Waukesha.